# 索默洛赫
索默洛赫是德国莱茵兰-普法尔茨州的一个市镇。总面积2.53平方公里，总人口431人，其中男性222人，女性209人（2011年12月31日），人口密度170人/平方公里。